# Église Saint-Michel de La Cadière-et-Cambo
Saint-Michel est un prieuré roman situé à La Cadière-et-Cambo, en France.

## Localisation
Le prieuré est situé dans le département français du Gard, dans la commune de La Cadière-et-Cambo.

## Historique
L'église est mentionnée en 1330. En 1611, l'évêque de Nîmes lors d'une visite pastorale, enregistre que la population de La Cadière est entièrement protestante. En janvier 1703, l'église est incendiée par les Camisards. 

## Description
L'église est un édifice roman à nef unique, prolongée par une travée de chœur et une abside en hémicycle. La façade méridionale possède deux portes romanes, surmontées d'un linteau monolithe au-dessus duquel se trouve un tympan, celle de gauche plus grande que l'autre. Une archère a été percée à gauche de la plus grande porte. L'appareil extérieur montre une reprise sans doute effectuée à la suite des destructions causées par les guerres de Religion. La sacristie du xixe siècle s'appuie sur le mur nord. Un clocher-mur muni d'une cloche unique a été construit au xixe siècle au-dessus de la façade occidentale. Il est percé d'un oculus. La façade occidentale possède une fenêtre. L'édifice est actuellement couvert en tuile romane. La voûte intérieure a presque entièrement été refaite en blocage.

## Protection
L'église est inscrite au titre des monuments historiques depuis le 21 octobre 1983.

## Galerie

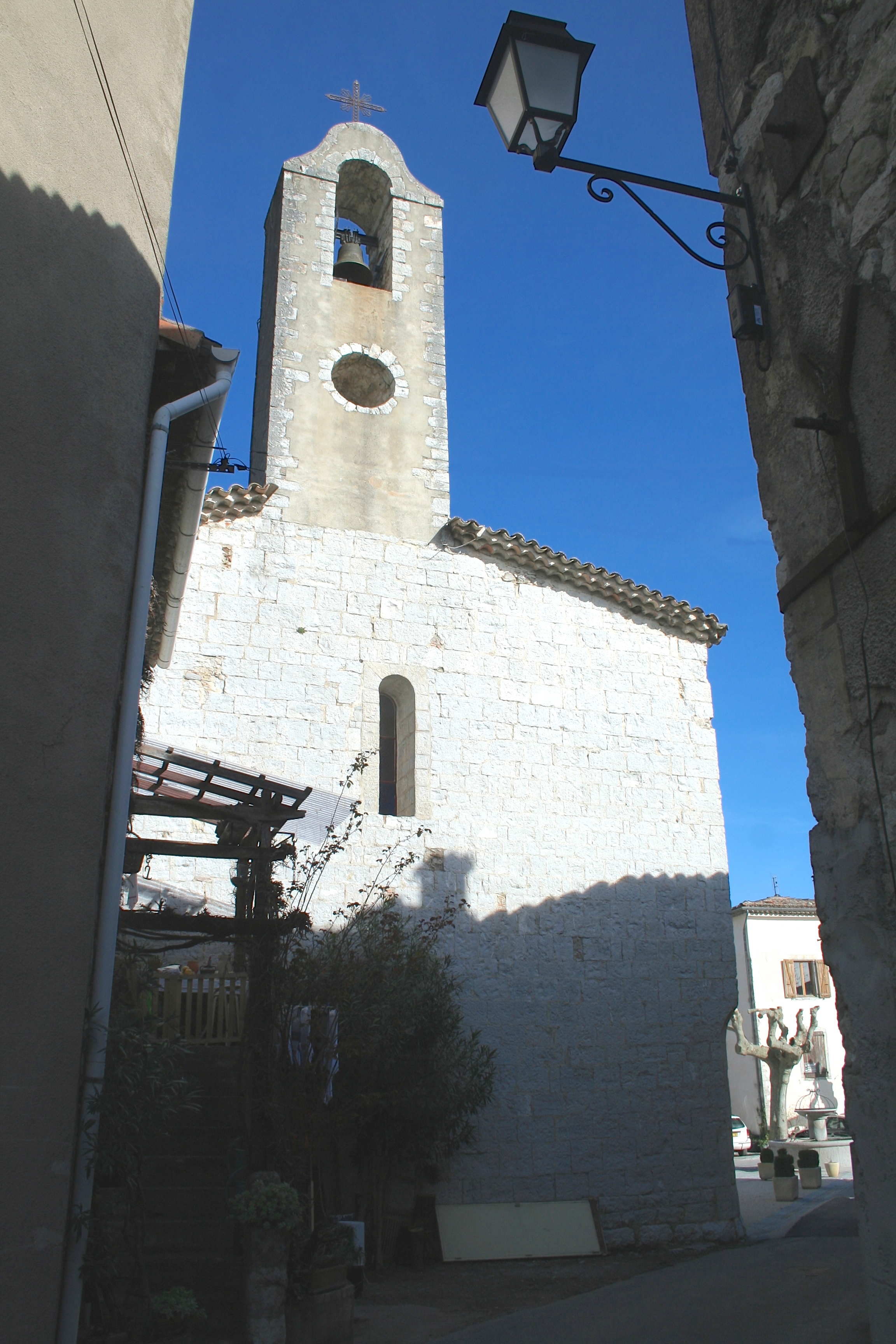
Façade occidentale.
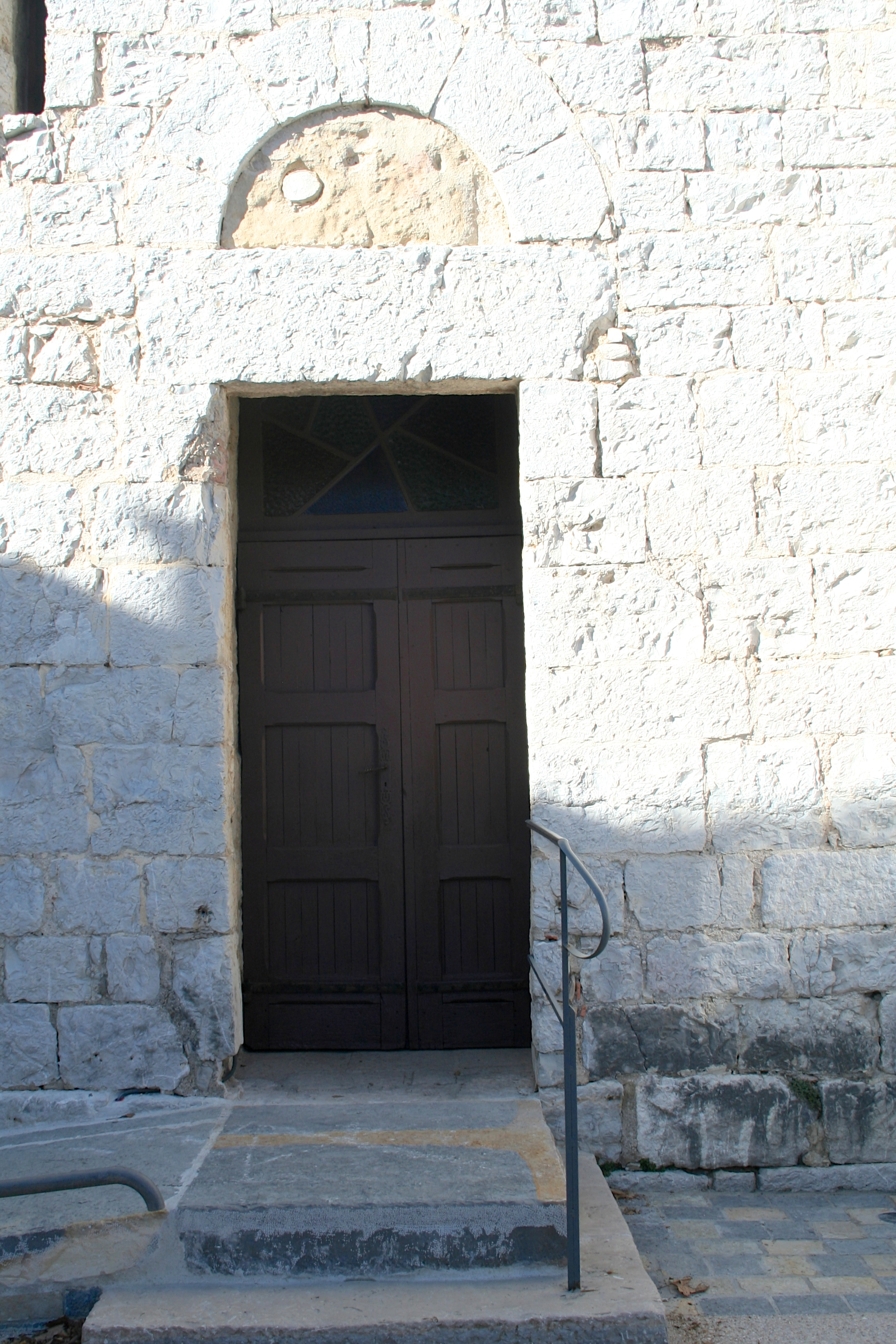
Porte romane principale (à gauche de la façade).
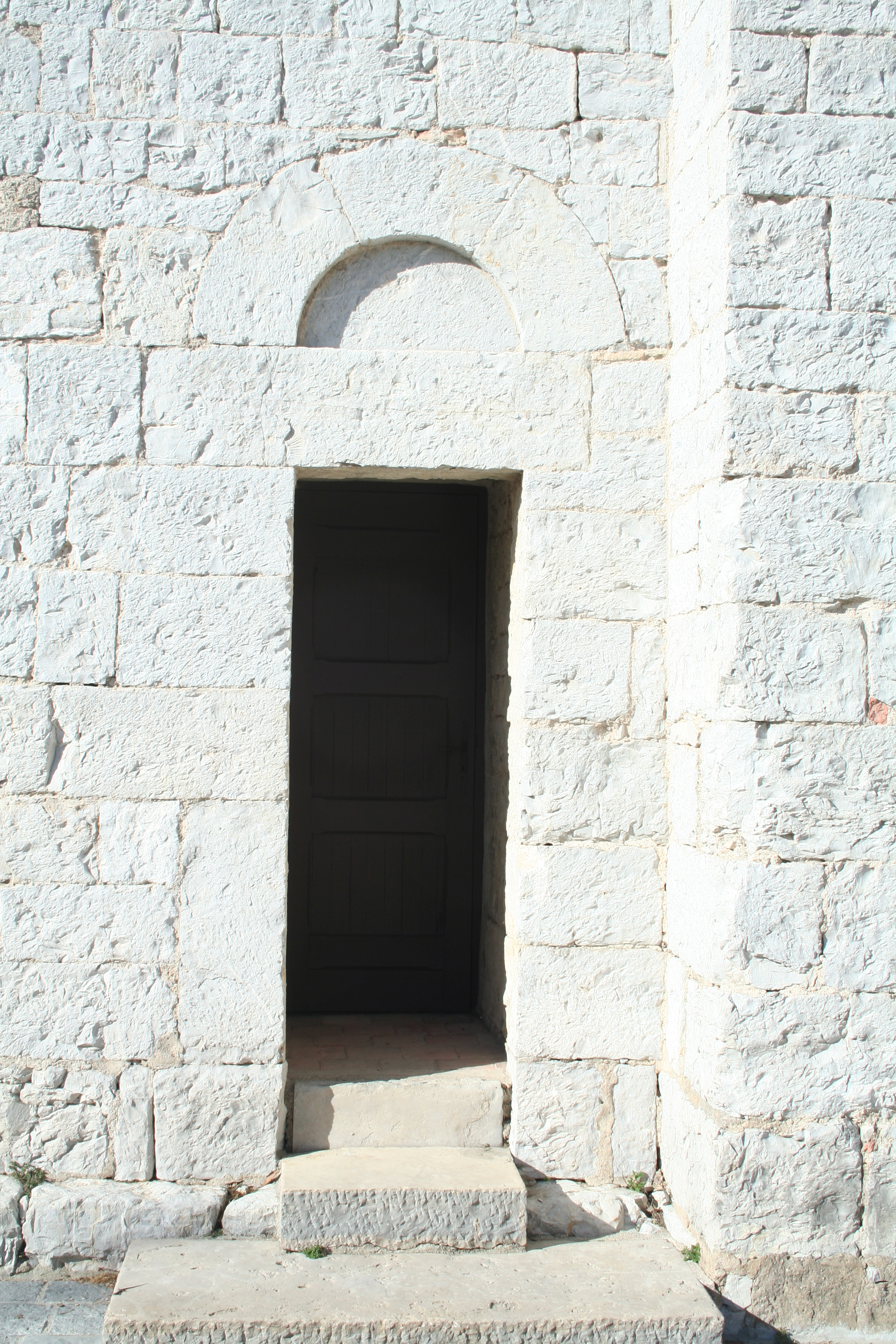
Porte romane (à droite de la façade).